# 1439 Vogtia
1439 Vogtia è un asteroide della fascia principale del diametro medio di circa 47,87 km. Scoperto nel 1937, presenta un'orbita caratterizzata da un semiasse maggiore pari a 3,9918364 UA e da un'eccentricità di 0,1158918, inclinata di 4,20659° rispetto all'eclittica.
L'asteroide è dedicato all'astronomo tedesco Heinrich Vogt.